# Liste von Persönlichkeiten der Stadt Elsterberg

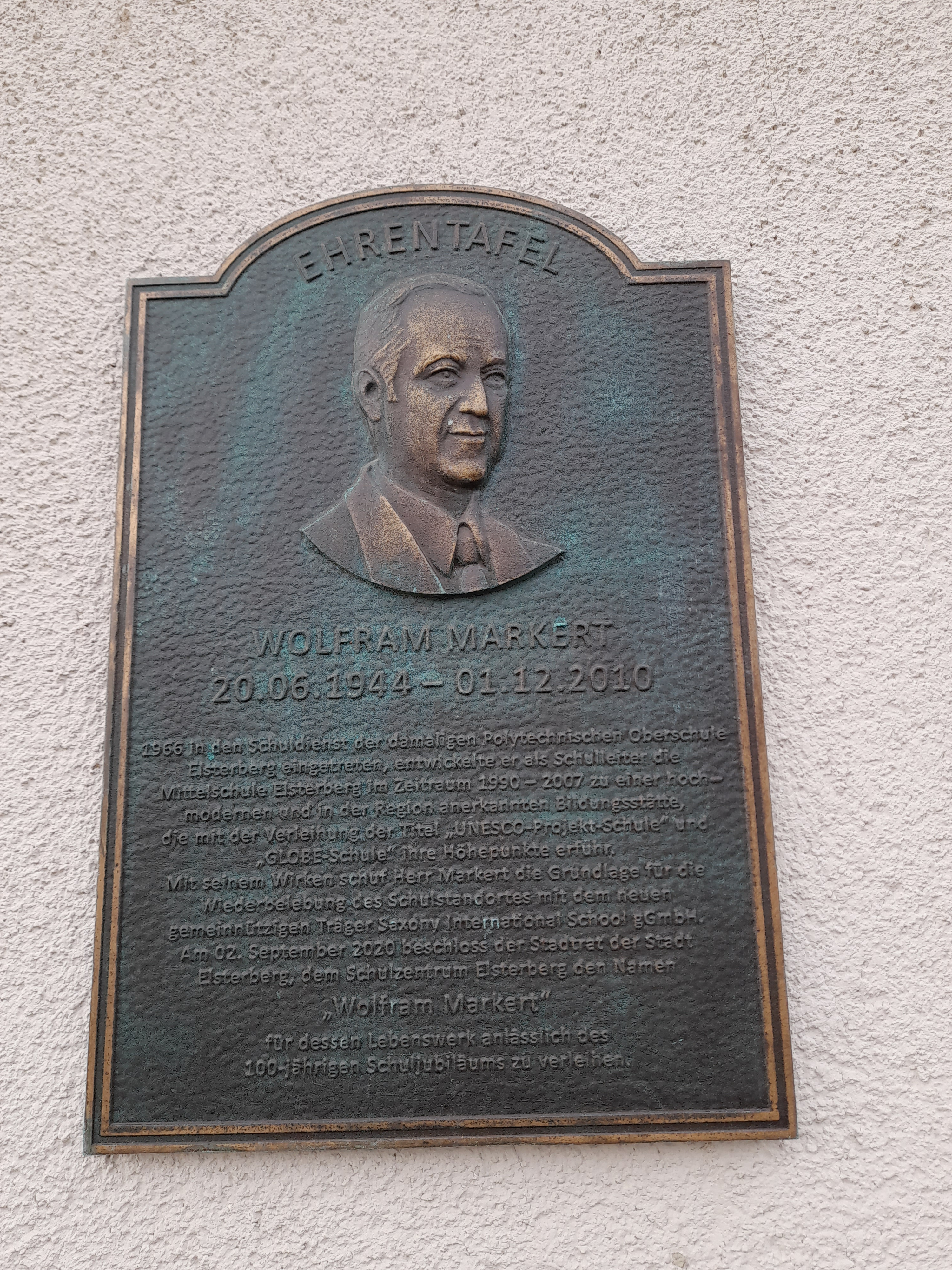
Ehrentafel Wolfram Markert am Schulzentrum Elsterberg

Die Liste von Persönlichkeiten der Stadt Elsterberg enthält Personen, die in der Geschichte der sächsischen Stadt Elsterberg im Vogtlandkreis eine nachhaltige Rolle gespielt haben. Es handelt sich dabei um Persönlichkeiten, die Träger der Bürgermedaille der Stadt Elsterberg gewesen oder noch sind oder in Elsterberg und den heutigen Ortsteilen geboren oder gestorben oder hier gewirkt haben.
Für die Persönlichkeiten aus den nach Elsterberg eingemeindeten Ortschaften siehe auch die entsprechenden Ortsartikel.

## Träger der Bürgermedaille der Stadt Elsterberg
Die Bürgermedaille ist der höchste Ehrenpreis der Stadt Elsterberg. Sie wurde 2004 erstmals aus Anlass des 650. Stadtjubiläums vergeben. Ein Jahr zuvor hatte der Stadtrat von Elsterberg den Beschluss gefasst und in einer ersten Auflage 20 Exemplare prägen lassen. Die aus Altsilber geprägte Medaille zeigt auf der Vorderseite das Wahrzeichen der Stadt Elsterberg, die Burgruine, und auf der Rückseite das Lobdeburger Wappen.
- 2004: Erhardt Dietzsch (* 1924), Kunstmaler und ehemaliger Zeichenlehrer
- 2005: Karl-Heinz Köhler, Seniorchef der Gießerei Elsterberg
- 2006: Gustav Heckel, langjähriges Vorstandsmitglied des Heimatvereins
- 2007: Ruth Pucher, Seniorenbetreuerin im Ortsteil Scholas
- 2007: Gerhard Thutewohl, 1994–2007 Werkleiter der Enka, später Präsident des Rotary Clubs Plauen
- 2008: Joachim Vödisch, 23 Jahre Pfarrer in Elsterberg
- 2008: Karlheinz Zierdt (1928–2010), Ortschronist und Heimatforscher
- 2010: Rudolf Dick (1936–2019), ehrenamtlicher Reporter der Stadt, ehemaliger Lehrer und Journalist
- 2010: Christa Weidlich, nähte Kostüme für den Fundus der Stadt
- 2013: Ludwig Otto, Dipl.-Ing., seit 1978 in der Wehrleitung der FF Elsterberg, ab 1998 Gemeindewehrleiter von Elsterberg
- 2013: Volker Strobel, CNC-Fräser, seit 1981 Mitglied in der Feuerwehr und ab 1998 Wehrleiter der FF Elsterberg
- 2015: Arno Hiller, ehrenamtlicher Fotograf für das monatlich erscheinende Amtsblatt "Elsterberger Nachrichten"[1]

## Söhne und Töchter der Stadt
- Friedrich Wilhelm Döring (1756–1837), Altphilologe
- Karl Gustav Ackermann (1820–1901), Politiker
- Albin Ackermann (1826–1903), Verleger und Buchhändler
- Oskar Otto (1843–1912), Fabrikant und Politiker
- Gustav Ernst (1858–1945), Maler
- Gottfried Doehler (1863–1943), Germanist und Schriftsteller, geboren in Kleingera
- Albert Schädlich (1883–1933), Mundartdichter des westlichen Erzgebirges
- Paul Reinhard Beierlein (1885–1975), Heimatforscher, Ehrenbürger von Elsterberg 1958
- Hans Heinze (1895–1983), Psychiater
- Franz Herzog (1917–1986), Chordirigent, Musikpädagoge und Komponist
- Siegfried Roth (* 1928), Lehrer und Politiker, Mitglied der Volkskammer der DDR
- Eberhard Pältz (1929–2007), Kirchenhistoriker und Hochschullehrer
- Gottfried Sommer (1935–2024), Maler und Grafiker
- Helga Heinrich-Steudel (* 1939), Motorrad- und Automobilrennfahrerin, geboren in Görschnitz, lebt in Mylau
- Friedmar Erfurt (* 1941), Ingenieur, Professor für Technische Mechanik und ehemaliger Rektor der Technischen Universität Chemnitz
- Frank Klüger (* 1944), Musiker und Komponist
- Christfried Brödel (* 1947), Kirchenmusiker und Hochschullehrer
- Heinz Dietzsch (* 1947), Fußballer
- Gerald Zschorsch (* 1951), Schriftsteller
- Dieter Hausold (* 1955), Politiker (Die Linke), geboren in Coschütz

## Persönlichkeiten, die mit der Stadt in Verbindung stehen
- Paul Cherler (1541–1600), lutherischer Pfarrer und Dichter, Schüler von Simon Sulzer
- Paul Lindenau (* um 1489–1541), Theologe, Pfarrer in Elsterberg
- Johann Habermann (1516–1590), Theologe, Pfarrer in Elsterberg
- Heinrich von Beust (1778–1843), königlich-sächsischer Amtshauptmann, Besitzer des Rittergutes Elsterberg
- Hartmut Rentzsch (* 1944), Fußballspieler und Trainer der BSG Einheit Elsterberg